# Brotia pageli
Brotia pageli е вид охлюв от семейство Pachychilidae. Видът е застрашен от изчезване.

## Разпространение и местообитание
Разпространен е в Индонезия (Калимантан) и Малайзия (Сабах).
Обитава сладководни басейни и потоци.